# Forêt de Taillard
La forêt de Taillard se situe principalement dans le sud du département de la Loire, mais aussi en  Ardèche et en Haute-Loire, plus précisément dans le parc naturel régional du Pilat, entre le Velay et le Vivarais.

## Géographie
La forêt de Taillard est à cheval sur les communes suivantes : Saint-Sauveur-en-Rue, Burdignes, Vanosc (Ardèche) Riotord (Haute-Loire). La forêt est classée site écologique protégé du parc naturel régional du Pilat sur les communes de Saint-Sauveur-en-Rue et Burdignes. La partie de la forêt située dans la commune de Saint-Sauveur, fait, à elle seule, environ 430 hectares et compte, plus de 100 000 arbres (chiffres de 1999). Les trois points culminants de cette forêt sont le suc des Trois Chiens (1 331 m), Les Cimes (1 360 m) et le mont Pyfarat (1 381 m). Le climat y est très humide et la Déôme y prend sa source. La forêt est située entre le col de la Charousse (1 238 m) et le col du Tracol (1 023 m).

## Histoire
La forêt de Taillard, ou Taillard, a une histoire assez riche. En effet, cette histoire  remonte à la Gaule romaine. Le nom de la forêt serait une déformation de « fayard », le nom local du hêtre. La forêt fut d'abord une hêtraie avant d'être une sapinière. Cependant le nom d’origine en français, comme en patois, Tailla, s’est toujours écrit avec un T et paraît plutôt désigner un taillis, ou un bois qui repousse après une taille.

### DuVesiècleà la fin duXIesiècle: une forêt divine et seigneuriale
Les druides se réunissaient dans cette forêt pour échanger et réaliser leurs recettes. Certains noms de secteurs de la forêt en attestent, comme Grosselarey, qui provient du nom du dieu celte "Groselos" ou comme Chavojou, qui semble avoir été un autre lieu de culte, à l’époque gallo-romaine. Son nom dériverait du latin «cava», signifiant "vallée creuse", et de « jovis », mot qui désigne Jupiter. Le Grand Garaix (Burdignes) était une terre laissée en jachère pour servir de réserve de gibier au seigneur, au temps où la forêt était un bien seigneurial.

### En 1061: une page se tourne dans l'histoire de la forêt
En 1061, le seigneur Artaud d'Argental lègue tous ses biens, dont la forêt de Taillard, aux moines de la Chaise-Dieu avec une seule condition : ils devaient y créer un prieuré dédié à Saint-Sauveur. Le testament stipulait que tous ceux qui viendraient habiter dans le prieuré auraient à perpétuité la jouissance des prés et de la forêt. C'est à partir de ce moment que le "droit d'affouage" est attribué aux habitants.

### 1659: la forêt appartient à tous les habitants de Saint-Sauveur
Les habitants du mandement du Seigneur Arthaud d'Argental sont devenus définitivement propriétaires lors d'une transaction en 1659. La forêt passe sous le régime "sectional". À cette période, les propriétés d'Arthaud d'Argental ne correspondaient pas aux limites actuelles des communes ce qui explique qu'aujourd'hui, la Section déborde sur les communes de St Régis du Coin et de Riotord mais ne comprend pas toute la commune de St Sauveur (secteur de Montrabier). Les habitants extérieurs dépendaient, eux, pour la plupart, du seigneur de Montchal. Les habitants de la Section sont alors appelés "Les Ayants-droit". Ce terme est encore utilisé aujourd'hui mais depuis la modification de la loi début 2013, les ayants droit sont désormais appelés "membres de la Section".
En décembre 1999, la tempête a rasé une partie des bois se situant sur les crêtes du Suc des Trois Chiens et sur Les Cimes. La Commission Syndicale a reboisé toutes les parcelles concernées avec l'aide de subventions de l'État. 

### 1993: Fête du Lou San Sevao à Chavojou
Pendant l'été 1993, l'association locale du Lou San Sevao a fait la fête du village de Saint-Sauveur avec son spectacle "Son et Lumière" dans le secteur de Chavojou. Plusieurs activités sont présentées pendant un week-end au plein cœur de la forêt. Plusieurs centaines de visiteurs ont assisté à cette fête. 

### 2015: Le Mariage Rhône-Alpes/Auvergne
Le week-end du 4 et 5 juillet 2015, le comité des fêtes de Saint-Sauveur-en-Rue et celui de Riotord organisent le mariage des deux régions sur le plateau de Séguille, au-dessus du Tracol à la suite de la réforme des régions du gouvernement qui prévoit la fusion de Rhône-Alpes et de l'Auvergne au 1er janvier 2016. À cette occasion, concerts, marché de producteur, animations, défilé sont prévus. Plusieurs personnalités politiques locales, dont Jean-Jack Queyranne (ex-président de la région Rhône-Alpes), ont assisté à cet événement.

## Gestion de la forêt
Tous les six ans, six mois après les élections municipales, les "ayants droit" sont appelés à venir voter pour élire les personnes qui vont gérer la forêt. Cette élection a la même organisation que les élections municipales pour les communes de moins de 1000 habitants (il y a 800 ayants droit à Saint-Sauveur). Les élus s'occupent de tout ce qui concerne les chemins, le tourisme et les autres projets de développement (un parc éolien par exemple). Le conseil que forme les élus s'appelle "La Commission Syndicale de Saint-Sauveur-en-Rue" ou "La Section Syndicale de Taillard et de Pierre-Ratière". L'ONF, quant à elle, gère le bois et les arbres.

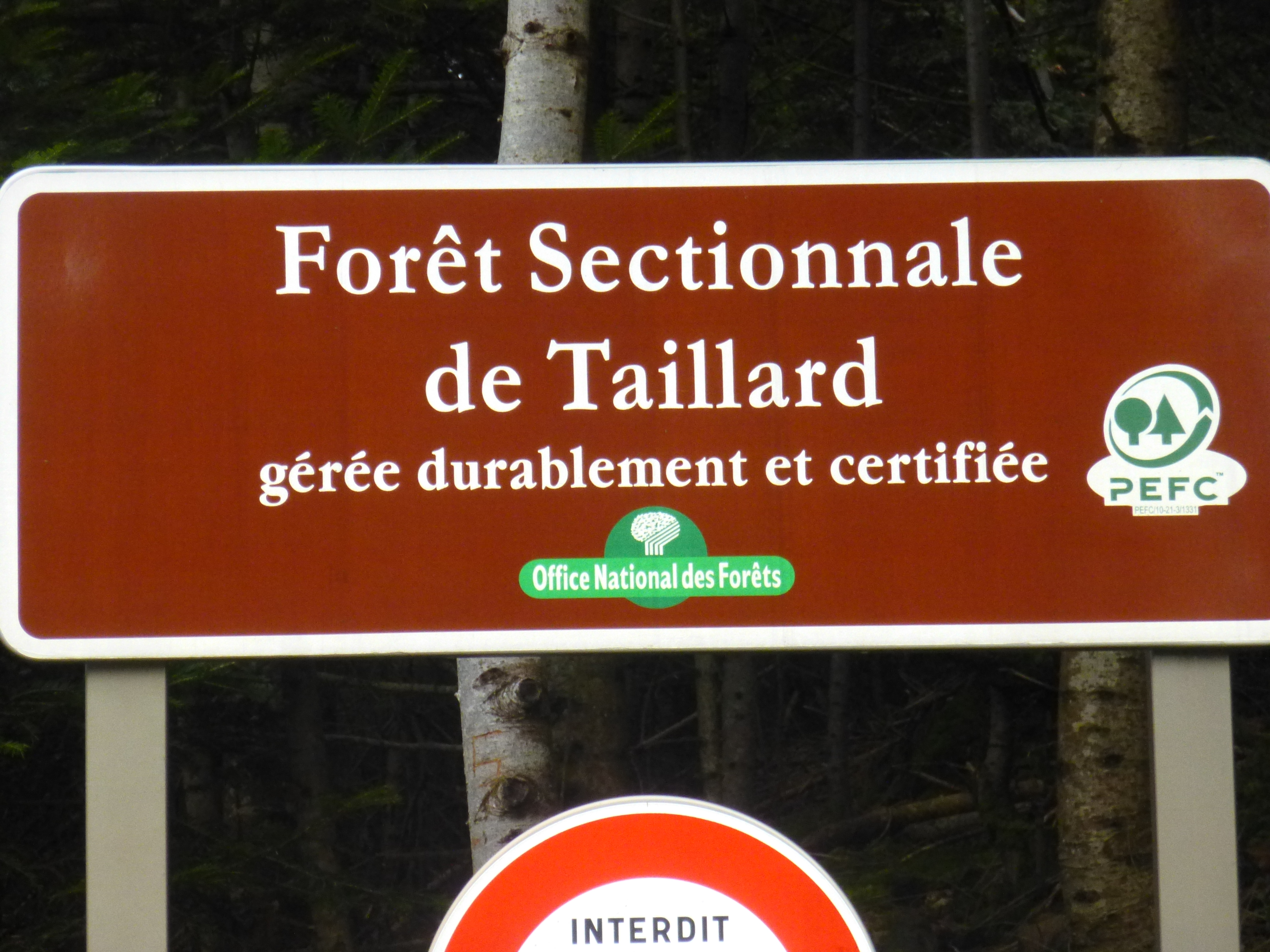
Panneau d'entrée dans la forêt de Taillard au niveau du hameau "Les Essalles"

## Richesse de la forêt

### Richesse économique
La forêt fut utilisée pour la construction et le chauffage des maisons de Saint-Sauveur. Lors de la révolution industrielle et donc de l'ouverture des mines de Saint-Étienne, la forêt a été utilisée pour fournir en bois les mines, notamment pour l'utilisation de poutres pour étayer les galeries. Cette fonction a perduré jusqu'à la fermeture des mines dans les années 1980. Cette forêt donnait aussi des revenus à chaque "ayant droit" jusqu'en 2013 lors de la promulgation d'une loi les rendant illégaux. Chaque année, un nombre variable d'arbres sont coupés et le bois est envoyé en scierie.
Actuellement, un domaine de ski de fond est présent sur les crêtes, principalement dans la commune de Burdignes. Le point de départ se situe au foyer de ski de fond de la Faye.
Un projet de parc éolien composé de 10 éoliennes de 125 m de haut est prévue sur la ligne de crête de la forêt,.

### Richesse écologique

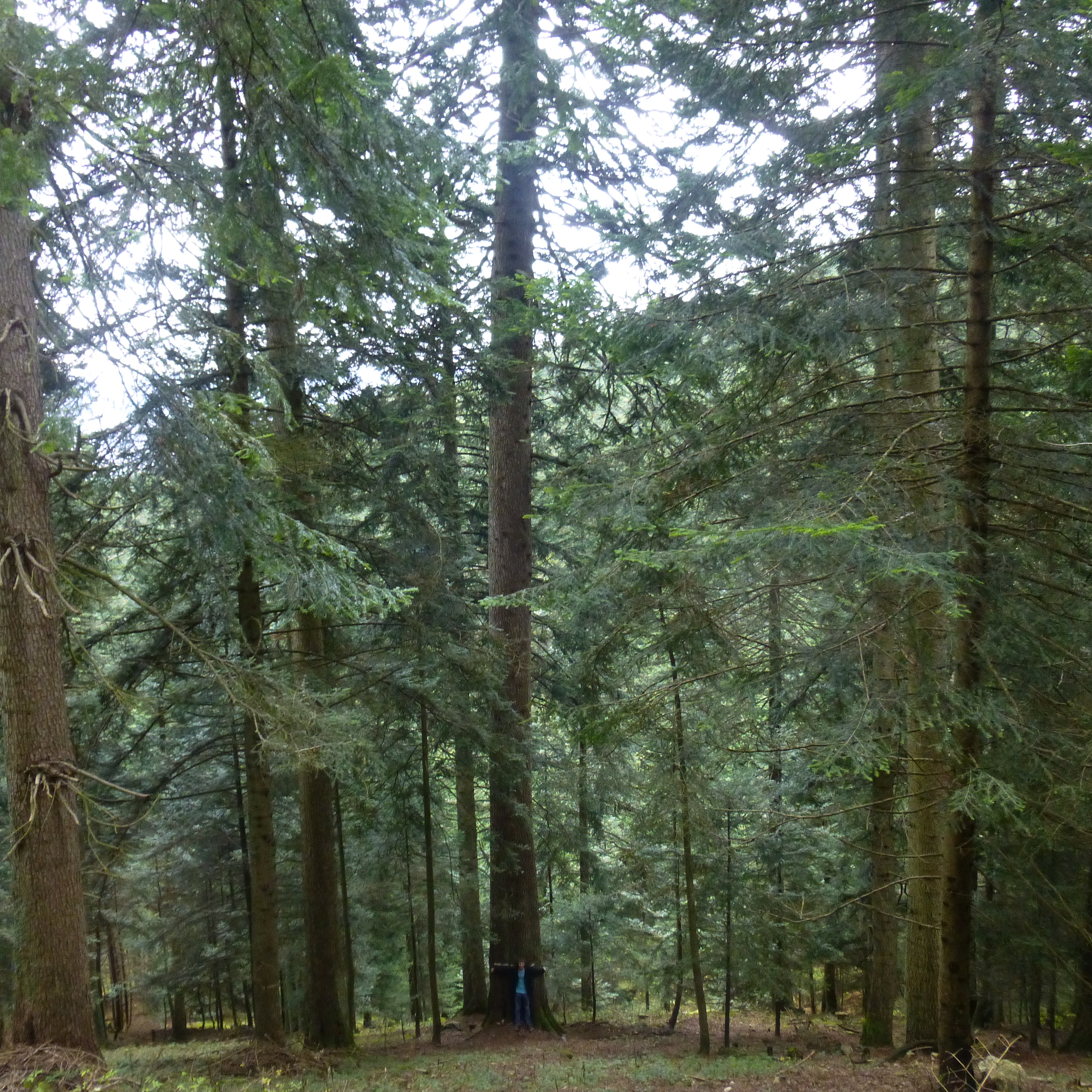
Le sapin géant

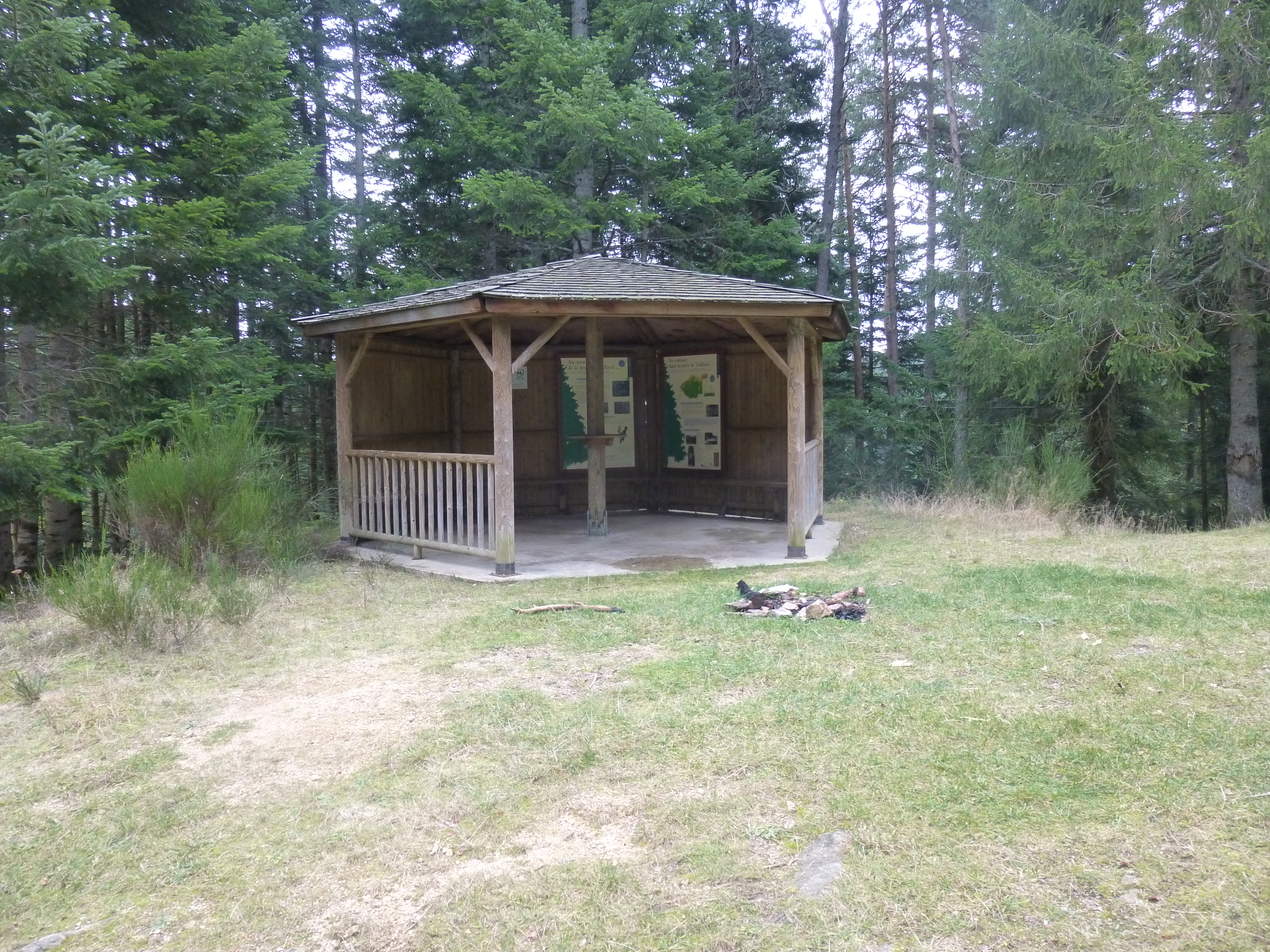
L'abri d'Aiguebelle, porte d'entrée de la forêt de Taillard

On trouve dans cette forêt des chouettes de Tengmalm (espèce présente dans la toundra en Scandinavie), des Pics noirs et de la mousse Buxbaumie Verte. La forêt est peuplée de 80 % de sapins et de 20 % d'épicéas. Elle est une zone protégée du Parc du Pilat.

#### Le sapin géant
Le sapin géant de Taillard se situe au-dessus de l'abri d'Aiguebelle, à 1 100 m d'altitude. Il fait 48,68 mètres de haut, son diamètre est de 130 cm à 1,30 mètre du sol, son cubage est estimé à 24 m3. L'arbre a environ 200 ans. 

#### L'abri d'Aiguebelle
L'abri d'Aiguebelle se situe à 900 mètres d'altitude. Il a pour fonction d’accueillir les randonneurs et des panneaux de présentations de la forêt y sont présents. Avant la construction de l'abri actuel, une autre cabane, comme à Chavojou permettait de loger les forestiers venant travailler.

#### Le rocher de la Garde
Ce rocher surplombe la vallée de la Déôme avec une vue sur le mont Pilat. D’où son nom "de la Garde". Il se situe à côté de Chavojou.

#### La croix de Cellarier
La croix de Cellarier se situe sur les crêtes. Elle constitue la limite entre les régions Auvergne-Rhône-Alpes et Auvergne, entre les départements de la Loire, de la Haute-Loire et de l'Ardèche, entre les communes de Vanosc (Ardèche), Riotord (Haute-Loire), Burdignes et Saint-Sauveur-en-Rue (Loire), entre les intercommunalités du Velay, des Monts du Pilat, et d'Annonay Agglo, entre les diocèses de Viviers (Ardèche), Saint-Étienne (Loire) et du Puy-en-Velay (Haute-Loire), et entre les bassins versants du Rhône et de la Loire.